# Eustrotia manga
Eustrotia manga là một loài bướm đêm trong họ Noctuidae.